# Baudemagus
 (juillet 2017).

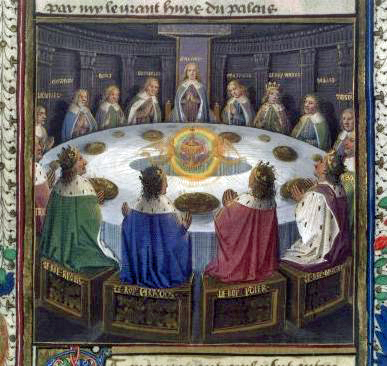
Peinture représentant les chevalier de la table ronde et le saint graal par Evrard d'Espinques

Baudemagus  est un personnage de la Légende arthurienne, habituellement dépeint comme souverain du Royaume de Gorre et un Chevalier de la Table ronde. Il est principalement célèbre en littérature pour être le père du chevalier Méléagant, qui enlève Guenièvre, la femme du Roi Arthur dans de nombreuses versions de la légende arthurienne. Baudemagus apparaît pour la première fois dans des textes français, mais le personnage peut s'être développe à partir de traditions galloises antérieures à celles de l'enlèvement de Guenièvre, une évolution suggérée par le distinctement de l' Autre Monde avec son royaume. Dans la plupart des versions il est décrit comme un parent allié d'Arthur et un roi sage et vertueux, en dépit des actions de son fils.

## Origine
Baudegamus apparaît pour la première fois dans des écrits français de la fin du XIIe siècle, mais la principale œuvre dans laquelle il est mentionné, l'histoire de l'enlèvement de Guenièvre, est développée à partir de traditions beaucoup plus anciennes. Caradoc de Llancarfanau début du XIIe siècle et Life of Gildas comprend un épisode dans lequel Guenièvre est enlevée et emmenée à "L'Île de Verre", sous Glastonbury, par Melwas le Roi de "L'Été Constant". Ce Melwas est considéré comme étant Méléagant, le fils de Baudemagus selon les œuvres françaises. D'autres textes témoignent de la popularité naissante de cette histoire ; une version de celle-ci est mentionnée dans le poème gallois connu sous le nom de "Dialogue de Melwas et Gwenhyfar", qui survit en deux variantes, et un "Meloas", seigneur de l'Île de Verre, est mentionné par Chrétien de Troyes dans son roman Érec et Énide. Certains écrivains suggèrent que Baudegamus devrait être identifié avec Baeddan, cité comme le père de "Maelwys" au début du XIIe siècle dans le roman gallois Culhwch ac Olwen. Cette identification repose sur la suggestion de E. K. Chambers que Maelwys est une orthographe alternative de Melwas. Cependant, cette hypothèse est rejetée par Rachel Bromwich et Simon Evans, entre autres, qui relient plutôt Maelwys avec le prince irlandais Máel Umai, fils de Báetán mac Muirchertaig.

## Apparence
Le personnage est pour la première fois mentionné au XIIe siècle par Chrétien de Troyes dans son Lancelot ou le Chevalier de la charrette. C'est le roi de Gorre, un pays mystérieux connecté au royaume de Logres seulement par un pont aussi pointu qu'une épée, où de nombreux habitants de Logres sont retenus prisonniers. Son fils Méléagant enlève Guenièvre, plus tard secourue par le seigneur Lancelot. Dans le roman Sone de Nansay, le Roi Baudemagus est considéré comme le père de Méléagant, et le fils de Tadus.
L'histoire est répétée, sans ses connotations surnaturelles, dans le dernier Cycle de la Vulgate. Le roi Baudemagus y est présenté comme un cousin du seigneur Gauvain et un ami du seigneur Lancelot, qui condamne les mauvaises actions de son fils et reconnaît que sa mort des mains de Lancelot était méritée. Dans Le Morte d'Arthur de Thomas Malory le lien entre Baudemagus et le "Seigneur Meleagraunce" disparaît, et Baudemagus est juste un autre courageux chevalier de la Table ronde. Il est accidentellement tué par Gauvain lors d'un tournoi. René Bansard a remarqué des similitudes entre la légende de Baudemagus et l'hagiographie de Bömer alias Bohamadus en Normandie près de Gorron (Gorre de la légende arthurienne), honoré dans plusieurs paroisses. Les deux sont des gardiens des marches du royaume. On peut voir la tombe de Bohamadus non loin de l'abbaye de Lonlay.